# KHTML
KHTML — компонент для просмотра HTML-документов, разработанный для среды KDE для UNIX-систем. Был представлен в 2000 году для использования в Konqueror, который пришёл на смену монолитному KDE File Manager. Написан на
C++ под лицензией GNU LGPL. KHTML поддерживает большую часть стандартов, относящихся к Web, однако из-за неполного соответствия DOM многие DHTML-сайты не работают с Konqueror.
В начале 2000-х годов корпорация Apple использовала KHTML как основу для разработки движка WebKit, который включён в KDE 4.5 взамен KHTML.

## История
KHTML предшествовал более ранний движок под названием khtmlw или KDE HTML Widget, разработанный Торбеном Вайсом и Мартином Джонсом, который реализовывал поддержку HTML 3.2, HTTP 1.0 и фреймы, но не W3C DOM, CSS.
Сам KHTML появился 4 ноября 1998 года как копия библиотеки khtmlw с небольшим рефакторингом, добавлением поддержки Unicode и изменениями в поддержку перехода к Qt 2. Уолдо Бастиан был среди тех, кто сделал работу по созданию ранней версии KHTML.
Реальная работа над KHTML фактически началась в период с мая по октябрь 1999 года, с осознанием того, что нужно было сделать выбор, стоящий перед проектом — «либо сделать значительные усилия, чтобы двигаться вперед, или же KHTML перейдёт к Mozilla».

## Поддерживаемые стандарты
- HTML 4.01
- CSS 1, 2.1 и частично 3
- PNG, MNG, JPEG, GIF — графические форматы
- DOM
- ECMA-262/JavaScript 1.5
- SVG (частично) — векторный графический формат

## Приложения, использующие KHTML
- Konqueror — web-браузер и файловый менеджер KDE
- KMail — использует KHTML для отображения HTML-писем
- KHelpCenter — просмотрщик документации KDE
- Akregator — использует KHTML для отображения полных статей во встроенном браузере
- Amarok — с помощью KHTML отображает информацию о проигрываемом файле
- Embedded Konqueror — web-браузер для КПК и других встроенных систем
- ABrowse — веб-браузер для Syllable OS (бывшая AtheOS)
- Nokia Series 60 browser — web-браузер для мобильных телефонов Nokia S60.